# Momentos robados
 Momentos robados  es una película de Argentina filmada en colores dirigida por Oscar Barney Finn sobre su propio guion escrito en colaboración con el guion de Antonio Larreta con diálogos de Barney Finn sobre una historia de este último, que se estrenó el 2 de julio de 1998 y que tuvo como actores principales a Assumpta Serna, Jorge Rivera López, François Eric Gendron y Betiana Blum.
Fue filmada en Puerto Deseado, provincia de Santa Cruz y en Comodoro Rivadavia en la provincia de Chubut.

## Sinopsis
En un cine de pueblo patagónico de 1947, la esposa del médico de la zona, se sumerge en sueños de ficción y se apasiona cada semana con los personajes de celuloide y en su casa fantasea con mundos en los que ella es una mujer fatal. 

## Reparto
- Assumpta Serna
- Jorge Rivera López
- François Eric Gendron
- Betiana Blum
- Julia von Grolman
- Elena Tasisto
- Roberto Carnaghi
- Pepe Soriano
- Martín Karpan
- Arturo Maly
- Juan Manuel Tenuta
- Rita Cortese

## Comentarios
AP en El Menú escribió:

«Barney Finn roba momentos sin interés, tediosos, los de un vestido bonito, un diseño musical poderoso, quiere contar con imágenes pero cae bajo la tentación de la voz en off o de la machietta en la discusión de los comensales estancieros sobre política, cuando no hace alarde de una actriz que revolea su cuerpo frágil y sin convicción.»

Adolfo C. Martínez en La Nación opinó:

«Con ese estilo tan personal que apunta siempre a lo impecable en materia de ambientación y fotografía (de Félix Monti), Oscar Barney Finn logró una historia por momentos atrapante que, no obstante, cae a veces en cierto aire monocorde que detiene la trama.»

Manrupe y Portela escriben:

«Drama de amor en escenario patagónico con la segunda incursión de la actriz española en el cine argentino (ver Yo, la peor de todas), pero esta vez con demasiados tics.»

## Nominaciones
Asociación de Cronistas Cinematográficos de la Argentina, Premios Cóndor de Plata, 1999.
- Assumpta Serna nominada al Premio a la Mejor Actriz.
- Félix Monti, nominado al Premio a la Mejor Fotografía.
- María Julia Bertotto, nominada al Premio a la Mejor Dirección de Arte.